# 因河
因河（德語：Inn，德語發音：[ɪn] ⓘ）是流经瑞士、奥地利和德国的一条河，它是多瑙河的支流，全长518.5公里。
因河发源于瑞士阿尔卑斯山，朝着东北方向流入奥地利，过了蒂罗尔州及其首府因斯布鲁克后又折向东，沿着库夫施泰因区和德国巴伐利亚的边界继续向前流淌。
在巴伐利亚境内，因河折向北方，在流经罗森海姆、因河畔瓦瑟堡和瓦尔德克赖堡后又转向东方，继续流经米尔多夫和新厄廷后，两条支流萨尔察河和阿尔茨河注入，因河流量变大。
然后，直到注入多瑙河，因河就成为了德国（巴伐利亚）和奥地利（上奥地利州）的分界线。这时流经的城市有因河畔辛巴赫、因河畔布劳瑙和谢尔丁。
最终，因河在帕紹注入多瑙河。
因河因为冲刷了上游的矿物质，因此呈碧绿色。

## 外部連結
- Inn (district and river)在線上《瑞士歷史辭典》中的德文、法文或版詞條。